# Benegiles
Benegiles – gmina w Hiszpanii, w prowincji Zamora, w Kastylii i León, o powierzchni 23,33 km². W 2011 roku gmina liczyła 368 mieszkańców.